# Parti de l'unité et du rassemblement
 (janvier 2023).
Le Parti de l'Unité et du Rassemblement (PUR) est un parti politique sénégalais.

## Histoire

### Création
Il est fondé le 3 février 1998 par Serigne Moustapha Sy.

### Congrès constitutif
Lors des élections législatives de 2017, le PUR obtient 3 sièges à l'Assemblée Nationale.
Le PUR participe à sa première élection présidentielle en 2019 avec comme candidat Issa Sall,  Issa Sall s’était classé à la quatrième position derrière Ousmane Sonko 15,67%, Idrissa Seck 20,5%, et le président Macky Sall réélu avec 58,27%. Il est lui-même membre de la tarikha Tidjane, ancien député et désigné par Serigne Moustapha Sy, guide spirituel du mouvement Moustarchidines.
Lors des élections législatives de 2022, le PUR obtient plusieurs sièges à l'Assemblée nationale.

## Polémiques

### Événements de Tambacounda de 2019[6]
Lors de élection présidentielle de 2019, des violences opposent des partisans du PUR et ceux de la coalition au pouvoir (BBY) dans la région de Tambacounda se trouvant au sud est du pays. À l’origine de ces violences : une affaire d’affiches de campagne arrachées. Trois personnes finiront par perdre la vie lors de ces affrontements ; deux journalistes seront aussi blessés.
Selon plusieurs médias, les partisans du PUR sont soupçonnés d’être les auteurs de l’attaque mortelle. L'observateur de la chaîne France 24, Mamadou Kebe, indique d'ailleurs qu’ils étaient les seuls à avoir « des coupes-coupes  [sic] ».
Le 12 février 2019, le procureur de la République a annoncé l’interpellation de 24 membres de la sécurité du cortège du PUR, indiquant que les gendarmes avaient découvert dans les véhicules « un pistolet factice, des armes blanches composées de machettes, un nombre important de poignards, des battes de base-ball, des bombes à gaz, des matraques, entres autres  [sic] ».

### Affaire Amy Ndiaye Gniby
En 2022, lors de travaux parlementaires, le député du PUR membre de la coalition Yewwi Askan Wi, Massata Samb a quitté la tribune et s'est dirigé vers Amy Ndiaye Gniby, de la coalition Benno Bokk Yakaar au pouvoir, pour lui asséner une gifle. Son collègue de parti Mamadou Niang portera un coup de pied au niveau du ventre de la députée qui se révélera être enceinte par la suite. Après une reprise de la session, la députée fait un malaise et est évacuée de l’hémicycle. Ce qui n’empêchera pas des cadres de la coalition Yewwi Askan de rester solidaires de leurs deux collègues. Le député-maire de la ville de Dakar, Barthélemy Dias déclare douter de la grossesse d'une femme mêlée à une affaire de corruption.
Massata Samb et Mamadou Niang sont jugés pour coups et blessures.
Les deux députés en questions reprochaient à leur collègue d’avoir manqué de respect à leur guide spirituel Moustapha Sy, fondateur du PUR et guide religieux tidjane. Ils sont condamnés à six mois de prison ferme.